# Le Désordre à vingt ans
Pour plus de détails, voir Fiche technique et Distribution.
Le Désordre à vingt ans est un film français réalisé par Jacques Baratier, sorti en 1967.

## Synopsis
À partir de son court métrage Désordre, tourné en 1947-48, Jacques Baratier revisite, vingt ans après, le quartier parisien de Saint-Germain-des-Prés. Confrontation de ce proche passé avec les années 1960, foisonnement culturel et intellectuel, variations autour de l'existentialisme.

## Fiche technique
- Titre original : Le Désordre à vingt ans
- Réalisation : Jacques Baratier
- Assistants-réalisation : Marie Caban, Bernard Maréchal
- Commentaires : Boris Vian, extraits de son Manuel de Saint-Germain-des-Prés de 1951
- Photographie : Étienne Becker
- Son : Jean-Claude Laureux
- Montage : Marie-Françoise Thomas
- Production : Anatole Dauman
- Sociétés de production : Argos Films (France), Société Nouvelle Pathé Cinéma (France)
- Société de distribution : Tamasa Distribution (France)
- Pays d'origine :  France
- Langue : français
- Année de tournage : 1966
- Tournage extérieur : Saint-Germain-des-Prés (quartier parisien)
- Format : 35 mm — noir et blanc — son monophonique
- Genre : documentaire
- Durée : 60 minutes
- Date de sortie : France, 20 septembre 1967
- (fr) Classification CNC : tous publics (visa d'exploitation no 30066 délivré le 18 novembre 1966)

## Distribution
- Arthur Adamov : lui-même
- Antoine : lui-même
- Louis Arbessier : lui-même
- Antonin Artaud : lui-même
- Joël Barbouth : lui-même
- Simone de Beauvoir : elle-même
- Sidney Bechet : lui-même
- Raoul Billerey : lui-même
- Roger Blin : lui-même
- Marie-Hélène Breillat : elle-même
- Blanchette Brunoy : elle-même
- Annabel Buffet : elle-même
- Jean Cau : lui-même
- César : lui-même
- Philippe Clay : lui-même
- Pierre Clémenti : lui-même
- Jean Cocteau : lui-même
- Sophie Desmarets : elle-même
- Van Doude : lui-même
- François Dufrêne : lui-même
- Claude Evrard : lui-même
- Juliette Gréco : elle-même
- Jean-Pierre Kalfon : lui-même
- Francis Lax : lui-même
- Claude Luter : lui-même
- Claude Nougaro : lui-même
- Bulle Ogier : elle-même
- Roger Pierre : lui-même
- Gabriel Pomerand : lui-même
- Raymond Queneau : lui-même
- Michel de Ré : lui-même
- Emmanuelle Riva : elle-même
- Frédéric Rossif : lui-même
- Jean-Paul Sartre : lui-même
- André Thorent : lui-même
- Martin Trévières : lui-même
- Roger Vadim : lui-même
- Odile Versois : elle-même
- Alain Vian : lui-même
- Boris Vian : lui-même
- Orson Welles : lui-même
- Zouzou : elle-même

## Autour du film
En 1967, le film est sorti comme une « séance Baratier », avec deux autres films du réalisateur : Èves futures et Éden Miseria.